# Carson Pickett
Carson Pickett (* 15. September 1993 in Spartanburg) ist eine US-amerikanische Fußballspielerin, die seit der Saison 2021 bei den North Carolina Courage in der National Women’s Soccer League unter Vertrag steht.

## Privatleben
Carson Pickett wurde ohne Hand und ohne linken Unterarm geboren.

## Karriere

### Verein
Während ihres Studiums an der Florida State University spielte Pickett von 2012 bis 2015 für die dortige Universitätsmannschaft der Florida State Seminoles. Zusätzlich lief sie von 2014 bis 2015 für die W-League-Teilnehmer Colorado Rush und Washington Spirit Reserves auf. Mit letzteren gewann Pickett (ohne eigene Einsätze in den Play-off-Spielen) die W-League-Meisterschaft 2015. Während des im Januar 2016 durchgeführten College-Drafts der NWSL wurde sie in der ersten Runde an Position vier von der Franchise des Seattle Reign FC ausgewählt. Ihr NWSL-Debüt gab Pickett am 17. April 2016 bei einer 1:2-Heimniederlage gegen den Sky Blue FC.

### Nationalmannschaft
Pickett stand im Jahr 2010 im Aufgebot der U-17-Auswahl der Vereinigten Staaten. 2015 kam sie zudem zu zwei Einsätzen in der U-23-Nationalmannschaft. Im Juni 2022 wurde sie erstmals für die A-Nationalmannschaft nominiert. Ihr Debüt gab sie am 28. Juni 2022 beim 2:0-Sieg im Freundschaftsspiel gegen Kolumbien in der Vorbereitung auf die CONCACAF W Championship 2022, für die sie nicht berücksichtigt wurde.

## Erfolge
- 2015: W-League-Meisterschaft (Washington Spirit Reserves)
- 2022: NWSL Challenge Cup  (North Carolina Courage)